# Volodymyr Sjepeljev
Volodymyr Andrijovitsj Sjepeljev (Oekraïens: Шепелєв Володимир Андрійович; Altestove, 1 juni 1997) is een Oekraïens voetballer die doorgaans speelt als middenvelder. In juli 2025 verliet hij PFK Oleksandrija. Sjepeljev maakte in 2017 zijn debuut in het Oekraïens voetbalelftal.

## Clubcarrière
Sjepeljev doorliep de jeugdopleidingen van Tsjornomorets Odessa en Dynamo Kiev en brak ook door bij die laatste club. Op 25 februari 2017 maakte de middenvelder zijn debuut in het eerste elftal. Op die dag werd met 1–2 gewonnen van Zorja Loehansk. Emmanuel Dennis opende de score voor de thuisploeg maar door treffers van Denys Harmasj en Artem Besjedin won Dynamo het duel alsnog. Sjepeljev mocht van coach Serhij Rebrov in de basis beginnen en hij speelde het gehele duel mee. Zijn eerste doelpunt volgde op 18 juli 2017, tijdens een overwinning op Tsjornomorets Odessa (2–1). Tijdens dit duel zette hij Dynamo op gelijke stand na tweeëntwintig minuten speeltijd. Via Andrij Jarmolenko werd de eindstand uiteindelijk bereikt. Sjepeljev tekende in november 2018 een nieuwe verbintenis tot eind 2024. Nadat deze was afgelopen verkaste Sjepeljev transfervrij naar PFK Oleksandrija.

## Clubstatistieken
| Seizoen | Club             | Competitie   | Competitie | Competitie | Beker | Beker | Internationaal | Internationaal | Totaal | Totaal |
| Seizoen | Club             | Competitie   | Wed.       | Dlp.       | Wed.  | Dlp.  | Wed.           | Dlp.           | Wed.   | Dlp.   |
| ------- | ---------------- | ------------ | ---------- | ---------- | ----- | ----- | -------------- | -------------- | ------ | ------ |
| 2016/17 | Dynamo Kiev      | Premjer Liha | 12         | 0          | 2     | 0     | 0              | 0              | 14     | 0      |
| 2017/18 | Dynamo Kiev      | Premjer Liha | 24         | 2          | 5     | 1     | 10             | 0              | 39     | 3      |
| 2018/19 | Dynamo Kiev      | Premjer Liha | 24         | 0          | 2     | 0     | 13             | 0              | 39     | 0      |
| 2019/20 | Dynamo Kiev      | Premjer Liha | 26         | 0          | 5     | 0     | 7              | 1              | 38     | 1      |
| 2020/21 | Dynamo Kiev      | Premjer Liha | 19         | 0          | 1     | 0     | 9              | 0              | 29     | 0      |
| 2021/22 | Dynamo Kiev      | Premjer Liha | 11         | 0          | 1     | 0     | 2              | 0              | 14     | 0      |
| 2022/23 | Dynamo Kiev      | Premjer Liha | 21         | 1          | 0     | 0     | 11             | 0              | 32     | 1      |
| 2023/24 | Dynamo Kiev      | Premjer Liha | 21         | 2          | 1     | 0     | 1              | 0              | 23     | 2      |
| 2024/25 | Dynamo Kiev      | Premjer Liha | 0          | 0          | 0     | 0     | 1              | 0              | 1      | 0      |
| 2024/25 | PFK Oleksandrija | Premjer Liha | 12         | 1          | 1     | 0     | —              | —              | 13     | 1      |
| Totaal  | Totaal           | Totaal       | 170        | 6          | 18    | 1     | 54             | 1              | 242    | 8      |

Bijgewerkt op 1 juli 2025.

## Interlandcarrière
Sjepeljev maakte zijn debuut in het Oekraïens voetbalelftal op 6 juni 2017, toen een vriendschappelijke wedstrijd gespeeld werd tegen Malta. Door een doelpunt van Zach Muscat verloor Oekraïne het duel met 1–0. Sjepeljev moest van bondscoach Andrij Sjevtsjenko op de reservebank beginnen en hij mocht aan de rust het veld betreden als vervanger van Viktor Kovalenko.
| Interlands van Volodymyr Sjepeljev voor Oekraïne | Interlands van Volodymyr Sjepeljev voor Oekraïne | Interlands van Volodymyr Sjepeljev voor Oekraïne | Interlands van Volodymyr Sjepeljev voor Oekraïne | Interlands van Volodymyr Sjepeljev voor Oekraïne | Interlands van Volodymyr Sjepeljev voor Oekraïne |
| №                                                | Datum                                            | Wedstrijd                                        | Uitslag                                          | Competitie                                       | Goals                                            |
| Als speler bij Dynamo Kiev                       | Als speler bij Dynamo Kiev                       | Als speler bij Dynamo Kiev                       | Als speler bij Dynamo Kiev                       | Als speler bij Dynamo Kiev                       | Als speler bij Dynamo Kiev                       |
| ------------------------------------------------ | ------------------------------------------------ | ------------------------------------------------ | ------------------------------------------------ | ------------------------------------------------ | ------------------------------------------------ |
| 1                                                | 6 juni 2017                                      | Malta – Oekraïne                                 | 1 – 0                                            | Vriendschappelijk                                |                                                  |
| 2                                                | 11 juni 2017                                     | Finland – Oekraïne                               | 1 – 2                                            | WK 2018 kwalificatie                             |                                                  |
| 3                                                | 7 juni 2019                                      | Oekraïne – Servië                                | 5 – 0                                            | EK 2020 kwalificatie                             |                                                  |
| 4                                                | 10 september 2019                                | Oekraïne – Nigeria                               | 2 – 2                                            | Vriendschappelijk                                |                                                  |
| 5                                                | 14 november 2019                                 | Oekraïne – Estland                               | 1 – 0                                            | Vriendschappelijk                                |                                                  |
| 6                                                | 17 november 2019                                 | Servië – Oekraïne                                | 2 – 2                                            | EK 2020 kwalificatie                             |                                                  |
| 7                                                | 7 oktober 2020                                   | Frankrijk – Oekraïne                             | 7 – 1                                            | Vriendschappelijk                                |                                                  |

Bijgewerkt op 1 juli 2025.

## Erelijst
| Premjer Liha           | 1 | 2020/21          |
| Koebok Oekrajiny       | 2 | 2019/20, 2020/21 |
| Soeperkoebok Oekrajiny | 3 | 2018, 2019, 2020 |